# Атлабара
Футбольний клуб «Атлабара» або просто «Атлабара» (англ. Atlabara Football Club; араб. اطلع برة) — південносуданський футбольний клуб з міста Джуба, який виступає у вищому дивізіоні чемпіонату країни.

## Назва клубу
Назва клубу арабською мовою перекладається як «вихід / забиратися геть» (араб. اطلع برة). Атлабара — одне з передмість Джуби. Свою назву цей мікрорайон отримав як данина пам'яті одному з інцидентів періоду громадянської війни, коли суданські військові наказали чоловікам, які проживають у цьому мікрорайоні, «вийти» з своїх будинків.

## Історія
Заснований 1960 році в місті Джуба під назвою «Африкана». Після здобуття Південним Суданом незалежності, клуб став одним із засновників незалежного національного чемпіонату. У 2013 році команда вперше виграла чемпіонат Південного Судану, після чого повторювала це досягнення ще два рази.
Перший південносуданський клуб, який виступав у Лізі чемпіонів КАФ. У сезоні 2014 року «Атлабара» поступилася в двоматчевому протистоянні попереднього раунду турніру ганському «Берекум Челсі».

## Досягнення
- Чемпіонат Південного Судану
  -  Чемпіон (3): 2013, 2015, 2019

- Кубок незалежносіт Південного Судану
  -  Фіналіст (2): 2011, 2013

- Кубок МТН
  -  Фіналіст (1): 2015

## Статистика виступів на континентальних турнірах
| Сезон   | Турнір                 | Раунд      | Клуб               | Вдома | На виїзді | Загалом       |
| ------- | ---------------------- | ---------- | ------------------ | ----- | --------- | ------------- |
| 2014    | Ліга чемпіонів КАФ     | Попередній | «Берекум Челсі»    | 2-0   | 0-2       | 2-2 (0-3 пен) |
| 2016    | Кубок конфедерації КАФ | Попередній | «Поліс»            | 2-1   | 1-3       | 3-4           |
| 2017    | Ліга чемпіонів КАФ     | Попередній | «Котонспорт Гаруа» | 2-5   | 0-2       | 2-7           |
| 2019/20 | Ліга чемпіонів КАФ     | Попередній | «Аль-Аглі» (Каїр)  | 0-4   | 0-9       | 0-13          |

## Стадіон
Домашні матчі проводить на «Джуба Стедіум» (вміщує 12 000 глядачів) в однойменному місті.